# 菱形三十面体
菱形三十面体（りょうけいさんじゅうめんたい、英: rhombic triacontahedron）とは、カタランの立体の一種で、二十・十二面体の双対多面体である。また、ゾーン多面体、等面菱形多面体の一種でもある。正十二面体または正二十面体の各面の中心を持ち上げ、隣り合う三角形同士が同一平面上となるようにした形にもなっている。 
全ての目が同じ条件であるため、三十面のサイコロには最もよく使われている。
一部の菱形10枚を抜くことにより菱形二十面体が生成される。

## 性質
- 面の形状
  - 鈍角の角度: 約116.57°
  - 鋭角の角度: 約63.43°
  - 長い対角線の長さ : 短い対角線の長さ : 辺の長さ = {\displaystyle \varphi } : 1 : {\displaystyle {\frac {\sqrt {1+\varphi ^{2}}}{2}}}
={\displaystyle {\frac {1+{\sqrt {5}}}{2}}(=1.618\cdots )} : 1 : {\displaystyle {\sqrt {\frac {5+{\sqrt {5}}}{2}}}(=0.951\cdots )}（対角線の比が黄金比となっている）
- 表面積: {\displaystyle S=12{\sqrt {5}}\,a^{2}\approx 26.8328a^{2}}
- 体積: {\displaystyle V=4{\sqrt {5+2{\sqrt {5}}}}\,a^{3}\approx 12.3107a^{3}}
- 内接球の半径: {\displaystyle r_{\mathrm {i} }={\frac {\varphi ^{2}}{\sqrt {1+\varphi ^{2}}}}\,a={\sqrt {1+{\frac {2}{\sqrt {5}}}}}\,a\approx 1.37638a}
- 辺の中点を通る球の半径: {\displaystyle r_{\mathrm {m} }=\left(1+{\frac {1}{\sqrt {5}}}\right)\,a\approx 1.44721a}

## 近縁な立体

正十二面体 （ベースとなる形の1つ）
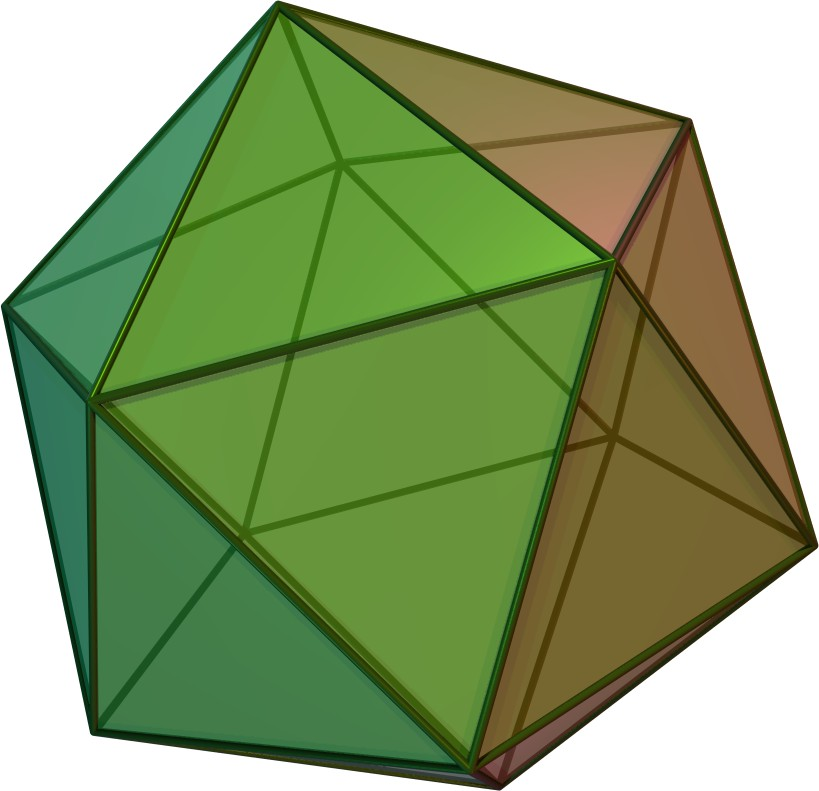
正二十面体 （ベースとなる形の1つ）
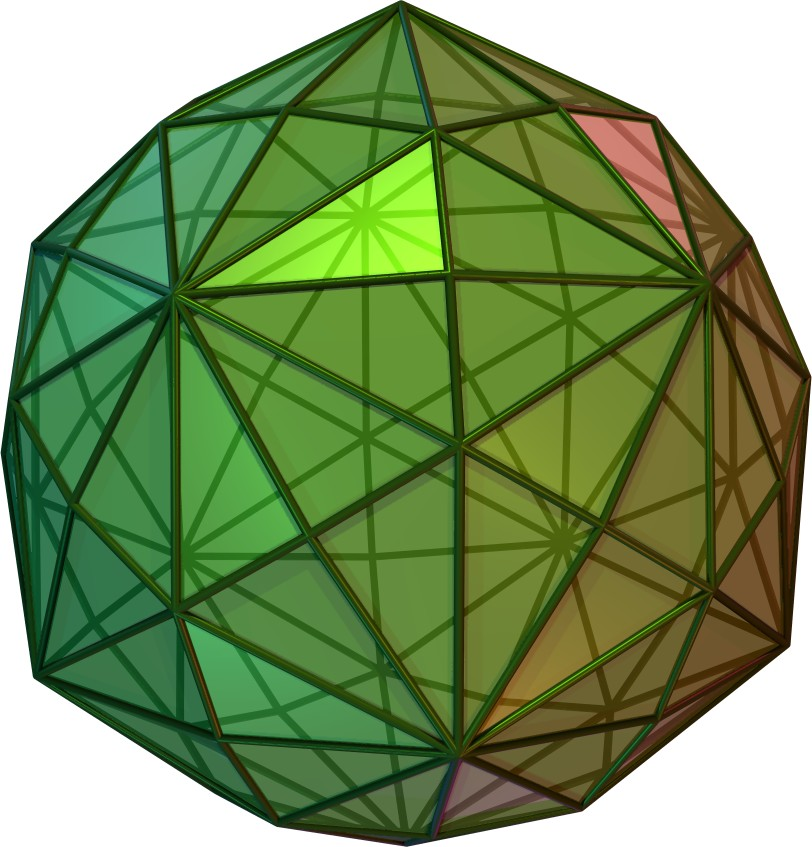
六方二十面体 （各面の中心を持ち上げて変形）
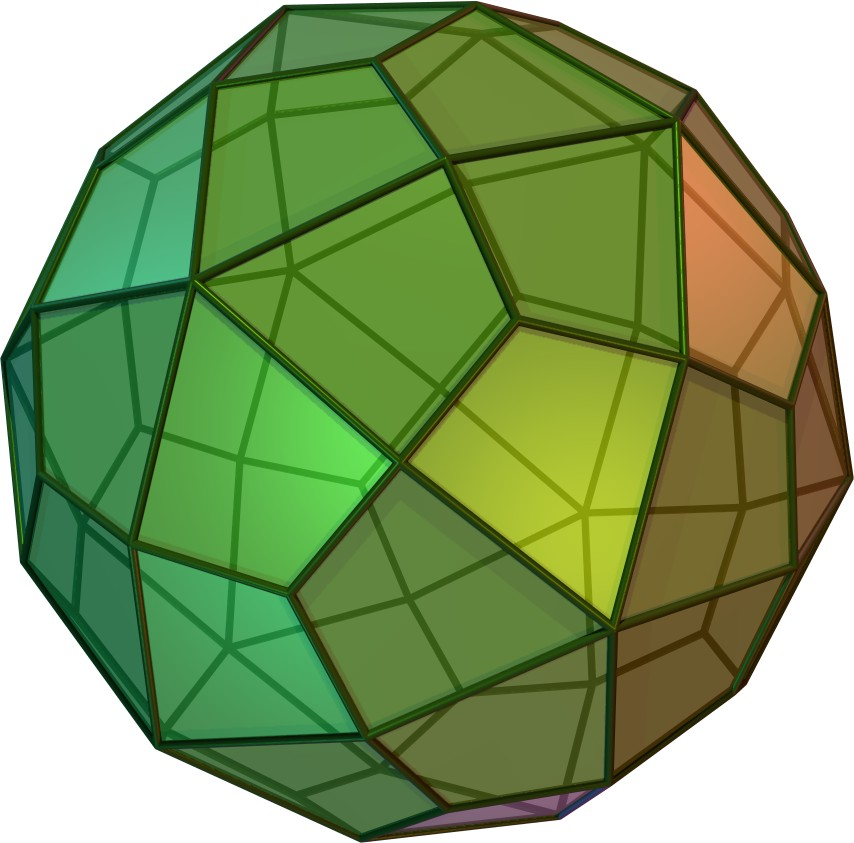
凧形六十面体 （各面の中心を更に持ち上げる）
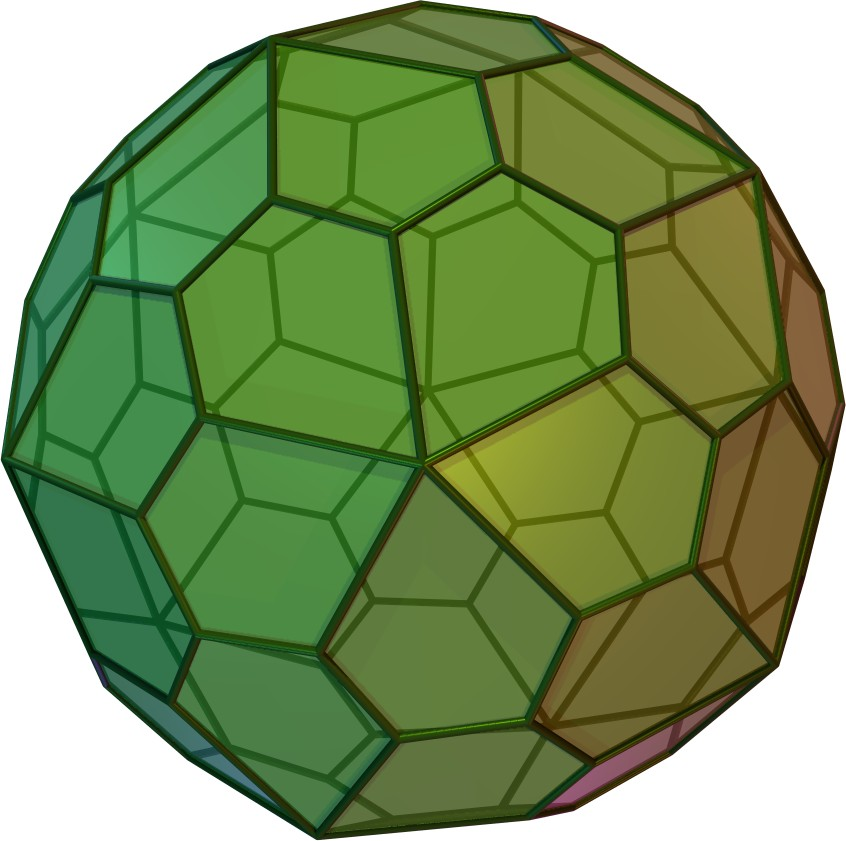
五角六十面体 （各頂点を、隣り合う頂点が逆方向となる形でねじる）
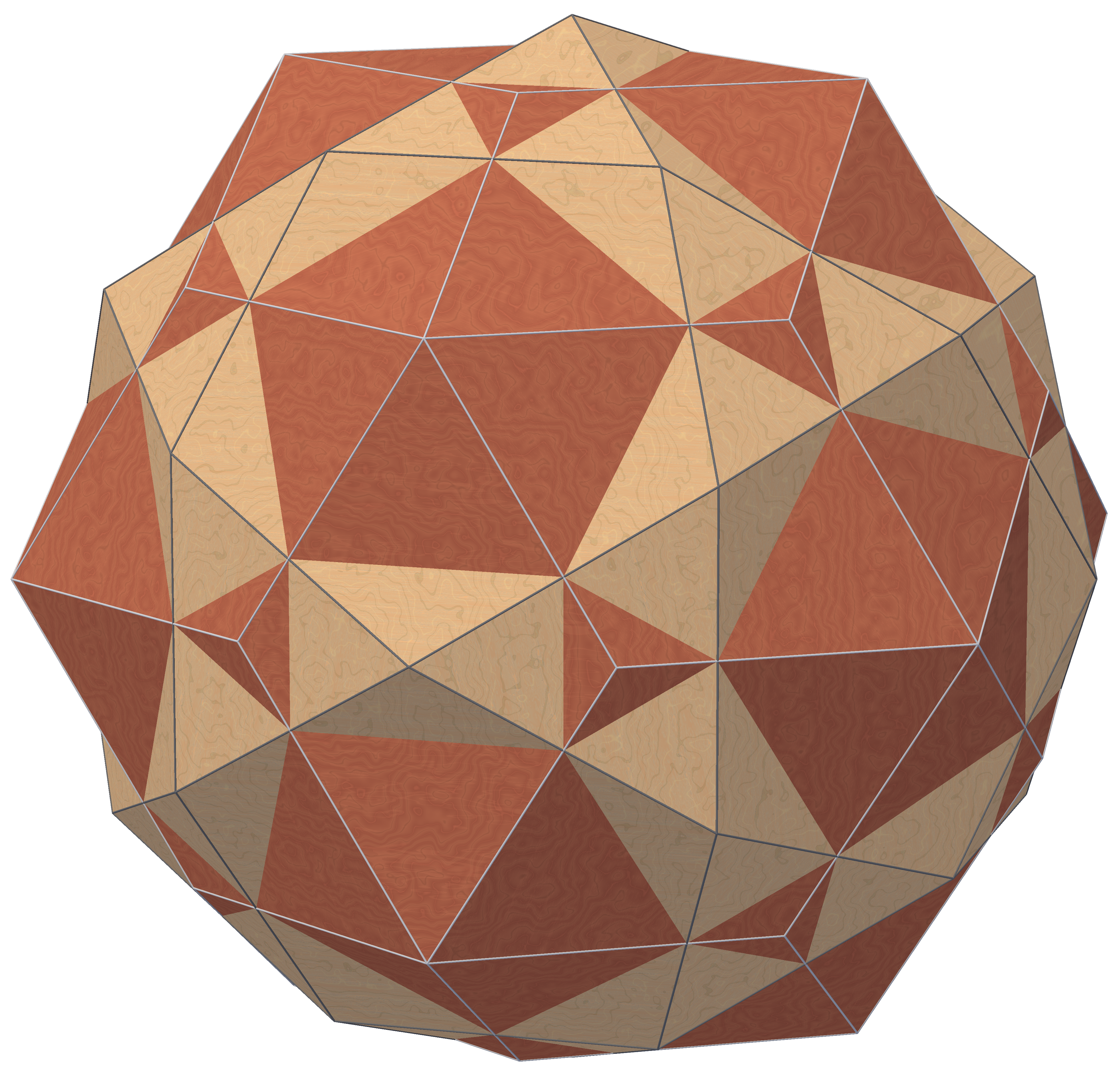
二十・十二面体と菱形三十面体による複合多面体